# Robecco sul Naviglio
Robecco sul Naviglio ist eine Gemeinde mit 6810 Einwohnern (Stand 31. Dezember 2023) in der Metropolitanstadt Mailand, Region Lombardei.
Die Nachbarorte von Robecco sul Naviglio sind Corbetta, Magenta, Cassinetta di Lugagnano, Cerano (NO) und Abbiategrasso.

## Bevölkerungsentwicklung
Robecco sul Naviglio zählt 2487 Privathaushalte. Zwischen 1991 und 2001 stieg die Einwohnerzahl von 5163 auf 6174. Dies entspricht einer prozentualen Zunahme von 19,6 %.